# Tom Apostol

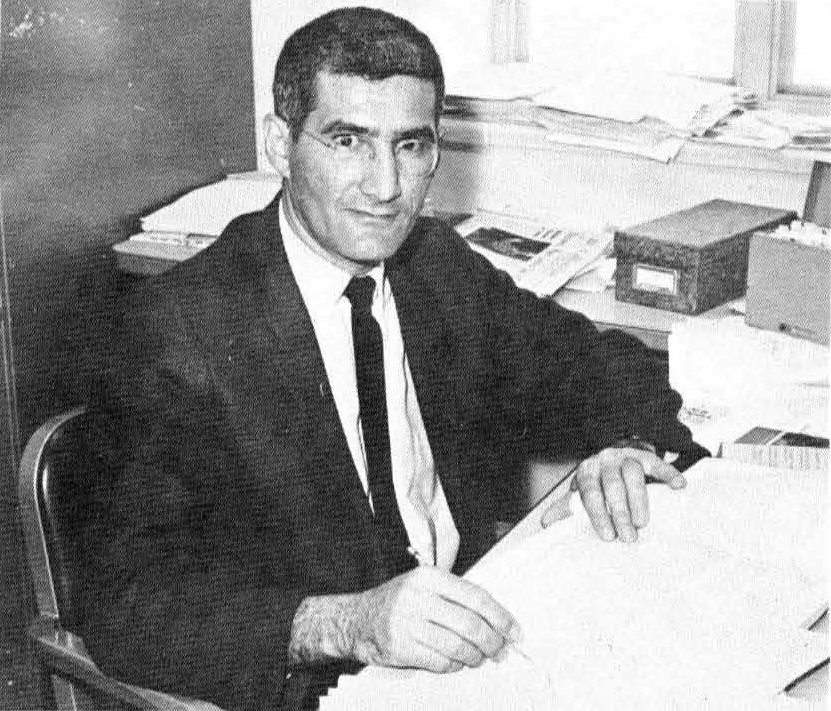
Tom Apostol in 1965

Tom Mike Apostol (Helper (Utah), 20 augustus 1923 – 8 mei 2016) was een Amerikaanse wiskundige. Hij was hoogleraar wiskunde aan het California Institute of Technology.

## Loopbaan
Tom Apostol haalde in 1944 zijn bachelor-titel in de wiskunde aan de Universiteit van Washington en twee jaar later zijn Master-titel. In 1948 promoveerde hij in de wiskunde aan de Universiteit van Californië in Berkeley. Hierna ging hij wiskunde doceren aan deze universiteit en aan het Massachusetts Institute of Technology. 
Apostol is de auteur van enkele wiskundeboeken, die wereldwijd gebruikt worden bij het universitaire onderwijs in de wiskunde. Enkele van deze boeken zijn: 
- Mathematical Analysis: A modern approach to advanced calculus ISBN 0201002884
- Introduction to Analytic Number Theory, (1976) Springer-Verlag, New York. ISBN 0387901639
- Modular Functions and Dirichlet Series in Number Theory, (1990) Springer-Verlag, New York. ISBN 038790185X
- Calculus, Volume 1, One-Variable Calculus with an Introduction to Linear Algebra ISBN 0471000051
- Calculus, Volume 2, Multi-Variable Calculus and Linear Algebra with Applications ISBN 0471000078

Tom Apostol overleed in 2016 op 92-jarige leeftijd.

## Externe bron
- Tom M. Apostol, Professor of Mathematics, Emeritus, CalTech